# Estatua de Hans Egede
La Estatua de Hans Egede (en danés: Hans Egedes statue) es un monumento destacado en la ciudad de Nuuk, la capital de la isla y territorio de Groenlandia, una dependencia autónoma de Dinamarca. Conmemora la labor del misionero luterano de origen danés y noruego Hans Egede que fundó Nuuk en el año 1728. La estatua se encuentra en una colina cerca de la costa por encima de la catedral de Nuuk en el área histórica y antigua de la ciudad de Nuuk.
La estatua es una réplica de la escultura de Hans Egede obra de August Saabye que está fuera de una iglesia de mármol en Copenhague.